# 爾朱文略
爾朱 文略（しじゅ ぶんりゃく）は、東魏から北斉にかけての人物。

## 生涯
本貫は秀容郡。爾朱栄の子。兄の爾朱叉羅が後嗣なく死去すると、梁郡王の封位を嗣いだ。兄の爾朱文暢が反乱を起こすと、連座にあたるところを高歓の計らいにより特別に許された。武定末年、撫軍将軍・光禄大夫の位を受けた。
天保末年、平秦王高帰彦が700里を走る馬を持っていることを聞いた爾朱文略は良婢を賭けて勝負し、その馬を奪い取った。翌日、高帰彦から馬を返してほしいと頼み込まれると、爾朱文略は馬と婢を殺して、二つの銀器に婢の頭と馬肉を盛って高帰彦に送った。高帰彦がこのことを文宣帝に告発すると、爾朱文略は都の鄴の獄に繋がれた。数カ月後、爾朱文略は防者の弓矢を奪って人に射かけ、「そうではない。天子は私のことを覚えていないのだ」と言った。このことが文宣帝に上奏されると、爾朱文略は処刑された。

## 人物・逸話
- 琵琶を弾き、横笛を吹き、歌謡を作詞し、飽きると寝転びながら輓歌を歌うなど、多芸多才であった。
- 高澄が章永興に命じて馬上で胡琵琶を弾かせ、十数曲を演奏させた。試みに爾朱文略に真似させてみると、そのうち8曲を弾きこなしてみせた。高澄が「聡明な人は長生きしない人が多い。梁郡王もほどほどにするといい」とふざけて言うと、爾朱文略は「命の長いも短いも、みな公しだいです」と答えた。高澄は憮然として「これは考え足らずだった」と言った。
- 魏収に大金を贈って、父のために良い伝を書いてもらった。魏収が『魏書』で爾朱栄を豕韋・大彭・伊尹・霍光に例えているのは、このためである。
- 高歓の遺令で爾朱文略には10回の死罪を許すようあったため、これをたのんで横柄な振る舞いが多かった。
- 平秦王高帰彦・武興王高普・汝南王高彦理と邸宅の豪奢を競い、各々に賄賂を贈りあった。
- あるとき、自身は粗末な衣服を着て歩き、奴隷50人に駿馬に乗らせ侯服を着せて従えてみせたことがあった。

## 伝記資料
- 『魏書』巻74 列伝第62
- 『北斉書』巻48 列伝第40
- 『北史』巻48 列伝第36